# マルチスタイルテキスト
マルチスタイルテキストとは、コンピュータ上で文字ごとの色や形状、書体といった情報を含んだ文章の総称である。
書式付きテキストのファイルフォーマットにはワープロソフトの数と同じかそれ以上の種類が存在するが、Rich Text Format (RTF) やHyperText Markup Language (HTML) は殆どのコンピュータで扱えるため、最も一般的であるといえる。書式付きテキストに対して、文字ごとの色や形状、書体といった情報を含まない文章のことをプレーンテキストと呼ぶ。
Macintoshでは、文章の描画ルーチンであるQuickDrawにより、文字ごとの色や形状、書体といった情報を含んだ文章を容易に扱えるため書式付きテキストが一般的となり、書式付きテキストを扱えるテキストエディタが数多く開発された。オペレーティングシステムが一新された現在でも、引き続きQuickDrawによる書式付きテキストは健在している。さらにはRich Text Formatが容易に扱えるようになったため、Rich Text Formatを扱えるテキストエディタも数多く開発されている。

## 書式情報の形式
書式付きテキストのファイルフォーマット自体はバイナリでもプレーンテキストでも構わない。プレーンテキストでは、HTMLのように付加情報をバイナリを使わずに持たせ、それに対応したアプリケーションはそれを解釈しながら表示する。そのため、書式付きテキストが扱えないアプリケーションでは本文に加え、書式情報も一緒に表示される。それらは人間にとっても一応読める形になっているため、文書を作成したアプリケーションを持っていなくても内容を読むことはできる。